# Harpiola isodon
Harpiola isodon — вид ссавців родини лиликових. 

## Проживання, поведінка
Країна поширення: Тайвань. Усі зібрані зразки (n = 11) походять з гірських районів, між висотами 1,000-2,400 м над рівнем моря. Цей вид зустрічається в хвойних насадженнях або змішаних лісах з хвойних і широколистяних дерев з більш-менш замкнутим куполом. Два зібрані зразки були отримані з тунелю.

## Загрози та охорона
Вирубка лісів є потенційною загрозою для цього виду. Присутній на природоохоронних територіях.